# Clinapertina
Clinapertina es un género de foraminífero bentónico de la familia Alabaminidae, de la superfamilia Chilostomelloidea, del suborden Rotaliina y del orden Rotaliida. Su especie tipo es Clinapertina inflata. Su rango cronoestratigráfico abarca desde el Ypresiense (Eoceno inferior) hasta el Luteciense (Eoceno medio).

## Clasificación
Clinapertina incluye a las siguientes especies:
- Clinapertina complanata †
- Clinapertina inflata †
- Clinapertina subplanispira †